# Zaksa Kędzierzyn-Koźle
ZAKSA Kędzierzyn-Koźle (bis 2007 Mostostal-Azoty SA Kędzierzyn-Koźle) ist ein Männer-Volleyballverein aus Kędzierzyn-Koźle (dt. Kandrzin-Cosel), der in der Polnischen Volleyball-Liga spielt.

## Geschichte
Die Ursprünge des Vereins reichen bis 1947 zur Gründung des KS Bierawianka zurück, der seinen Namen 1951 in Unia Kędzierzyn änderte und im Jahr darauf Volleyball in sein Programm aufnahm. Wiederum ein Jahr später übernahmen der Eisenbahnerklub Kolejarz die Sektion. 1969 fusionierte Unia Kędzierzyn (Kandrzin) mit dem Nachbarverein Unia Blachownia (Medar-Blechhammer) zum MZKS Chemik (Chemiker) Kędzierzyn, in dem nach dem Sporthallenbau 1971 langsam ein Aufschwung in höhere sportliche Gefilde einsetzte. Dieser setzte sich fort, als die Firma Mostostal den Klub als Mostostal-Azoty SA Kędzierzyn-Koźle übernahm, ehe aufgrund des Wechsels zum neuen Sponsor, der ZAK S.A., der heutige Vereinsname 2007 angenommen wurde.
Die „Zakłady Azotowe Kędzierzyn SA“ sind wesentlicher Träger des Chemiestandortes Kandrzin, der 1939/40 von der IG Farben begründet wurde und der heute den größten Anteil der Stickstoffproduktion (Düngemittel, Sprengstoff etc.) Polens sichert. Der Ortsteil Azoty (wörtlich „Stickstoff“) entstand 1940 als Belegschaftssiedlung für das damalige Hydrierwerk Heydebreck unter dem Namen Heydebreck-Süd. Im Ortsteil Azoty, und nicht wie zuvor in Kandrzin, wurde vor wenigen Jahren auch die hochmoderne neue Sporthalle errichtet, nachdem der Verein zu Europapokalspielen zuvor regelmäßig in die Woiwodschaftshauptstadt Opole (Oppeln) auswich.

## Nationale Erfolge
ZAKSA Kędzierzyn-Koźle spielt in der Polnischen Volleyball-Liga und wurde 1998, 2000, 2001, 2002, 2003, 2016, 2017, 2019 und 2022 Polnischer Meister. 1997, 1999, 2011, 2013, 2018, 2021 und 2023 wurde der Klub Vizemeister. 2012 belegte man den dritten Platz. Polnischer Pokalsieger wurde der Klub 2000, 2001, 2002, 2013, 2014, 2017, 2019, 2021, 2022 und 2023.

## Europapokal
ZAKSA Kędzierzyn-Koźle spielt seit 1998 auf internationaler Ebene. 1999/2000 erreichten die Polen den dritten Platz im CEV-Pokal und 2010/11 unterlag man erst im Finale des CEV-Pokals Sisley Treviso aus Italien. Die Mannschaft gewann die Champions League in den Jahren 2021, 2022 und 2023.